# Перрі Тауншип (округ Снайдер, Пенсільванія)
Перрі Тауншип (англ. Perry Township) — селище (англ. township) в США, в окрузі Снайдер штату Пенсільванія. Населення — 2070 осіб (2020).

## Демографія
Згідно з переписом 2010 року, у селищі мешкали 2183 особи в 787 домогосподарствах у складі 572 родин. Було 847 помешкань
Расовий склад населення:
| - 98,9 % — білих - 0,4 % — чорних або афроамериканців - 0,1 % — корінних американців |

До двох чи більше рас належало 0,5 %. Частка іспаномовних становила 0,3 % від усіх жителів.
За віковим діапазоном населення розподілялося таким чином: 27,2 % — особи молодші 18 років, 59,1 % — особи у віці 18—64 років, 13,7 % — особи у віці 65 років та старші. Медіана віку мешканця становила 36,9 року. На 100 осіб жіночої статі у селищі припадало 105,7 чоловіків;  на 100 жінок у віці від 18 років та старших — 102,7 чоловіків також старших 18 років.
Середній дохід на одне домашнє господарство  становив 61 020 доларів США (медіана — 49 375), а середній дохід на одну сім'ю — 68 971 долар (медіана — 56 458). Медіана доходів становила 38 201 долар для чоловіків та 30 917 доларів для жінок. За межею бідності перебувало 10,6 % осіб, у тому числі 18,9 % дітей у віці до 18 років та 16,8 % осіб у віці 65 років та старших.
Цивільне працевлаштоване населення становило 1178 осіб. Основні галузі зайнятості: виробництво — 19,6 %, освіта, охорона здоров'я та соціальна допомога — 17,0 %, роздрібна торгівля — 14,9 %.